# Zełwągi
Zełwągi [zɛwˈvɔŋgʲi] (deutsch Selbongen) ist ein Dorf mit 356 Einwohnern, fünf Kilometer westlich der Stadt Mikołajki (Nikolaiken) in Polen. Zełwągi gehört zur Stadt- und Landgemeinde Mikołajki im Powiat Mrągowski (Kreis Sensburg) in der Woiwodschaft Ermland-Masuren.

## Geographische Lage
Zełwągi liegt am Ostufer des Inulzensees (1938 bis 1945 Schnittker See, polnisch Jezioro Inulec), östlich des Glomboki-Sees (polnisch Jezioro Głębokie) und nordwestlich des Jezioro Płociczne. Die Kreisstadt Mrągowo (Sensburg) ist 15 Kilometer in nordwestlicher Richtung entfernt.

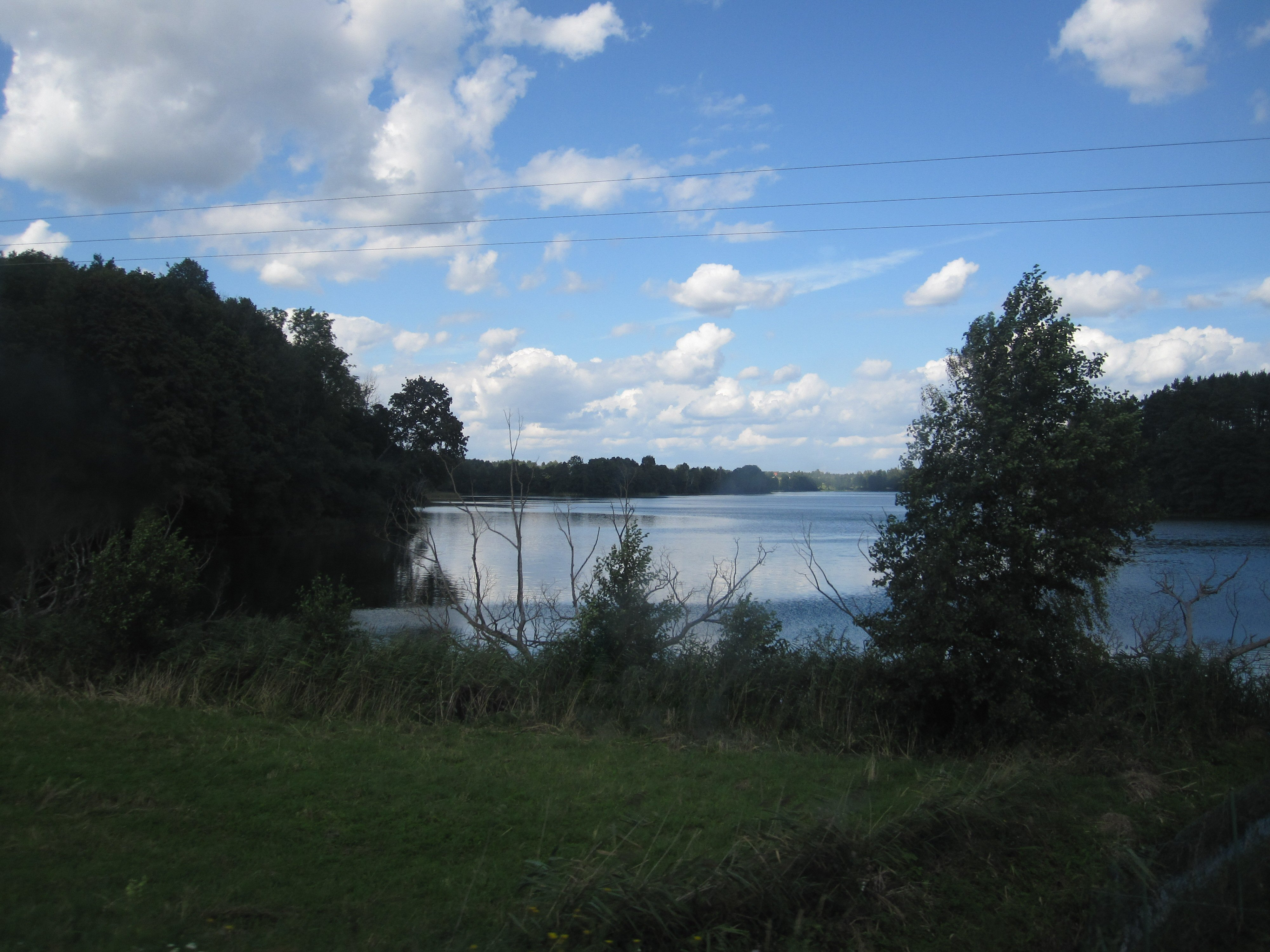
Blick auf den Jezioro Głębokie (Glomboki-See)

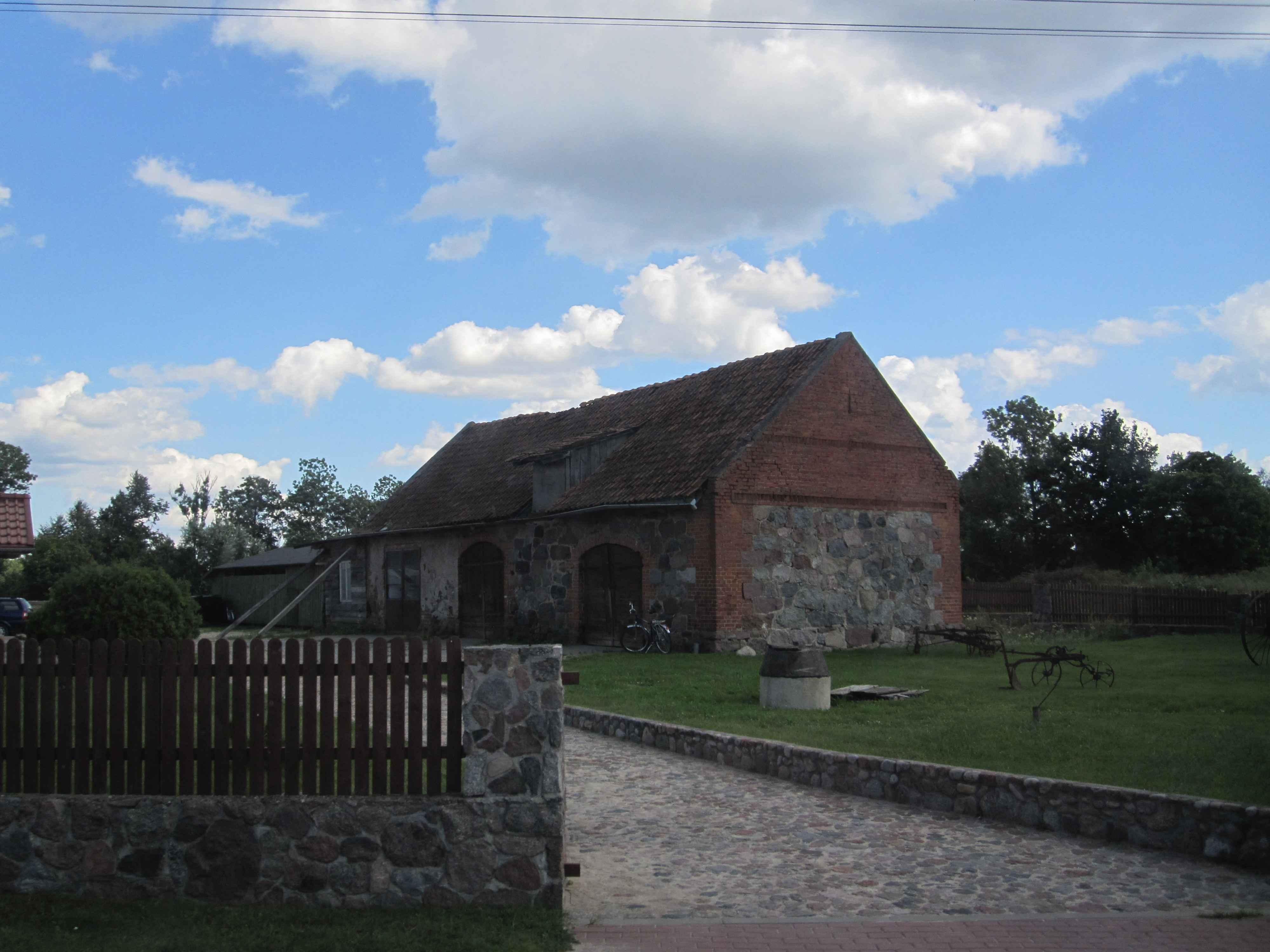
Gebäude in Zełwągi (Selbongen)

## Geschichte
Gegründet wurde das Dorf Selbongen im Jahre 1540. 1785 kommt die Schreibweise Selbungen, 1818 Salbungen, vor. 1874 wurde Selbongen in den neu errichteten Amtsbezirk Schaden (polnisch Stare Sady) eingegliedert. Er bestand bis 1945 und gehörte zum Kreis Sensburg im Regierungsbezirk Gumbinnen (ab 1905: Regierungsbezirk Allenstein) in der preußischen Provinz Ostpreußen.
Zur Gemeinde Selbongen gehörten vor 1945 die Ortsteile Heydebruch, ab 1928 Klonn (polnisch Klon) und ab 1929 Forsthaus Lissuhnen (Lisiny).
Aufgrund der Bestimmungen des Versailler Vertrags stimmte die Bevölkerung im Abstimmungsgebiet Allenstein, zu dem Selbongen gehörte, am 11. Juli 1920 über die weitere staatliche Zugehörigkeit zu Ostpreußen (und damit zu Deutschland) oder den Anschluss an Polen ab. In Selbongen stimmten 420 Einwohner für den Verbleib bei Ostpreußen, auf Polen entfielen keine Stimmen.
Gegen Kriegsende besetzte im Frühjahr 1945 die Rote Armee die Region. Bald darauf wurde Selbongen zusammen mit der südlichen Hälfte Ostpreußens unter polnische Verwaltung gestellt. Es erhielt die polnische Namensform Zełwągi und ist heute Sitz eines Schulzenamtes (polnisch Sołectwo). Als solches ist es eine Ortschaft im Verbund der Gemeinde Mikołajki (Nikolaiken) im Powiat Mrągowski (Kreis Sensburg), bis 1998 der Woiwodschaft Suwałki, seither der Woiwodschaft Ermland-Masuren zugehörig. Im Jahre 2011 zählte Zełwągi 356 Einwohner.
Der Großteil der Einwohner, soweit nicht bereits während der Kriegsereignisse geflohen, wurde 1945 vertrieben bzw. später ausgesiedelt und durch Polen ersetzt.

### Einwohnerzahlen
| Jahr | Anzahl |
| ---- | ------ |
| 1818 | 160    |
| 1839 | 124    |
| 1867 | 388    |
| 1885 | 583    |
| 1898 | 596    |
| 1905 | 525    |
| 1910 | 562    |
| 1933 | 607    |
| 2011 | 356    |

## Kirche

### Evangelisch
Bis 1945 war Selbongen ein Dorf im Kirchspiel der evangelischen Pfarrkirche Nikolaiken (polnisch Mikołajki). Sie gehörte zum Kirchenkreis Sensburg in der Kirchenprovinz Ostpreußen der Kirche der Altpreußischen Union. Bei der Zählung im Jahre 1905 stellte sich heraus, dass alle 525 Einwohner evangelischer Konfession waren. Auch heute ist Zełwągi nach Mikołajki ausgerichtet und gehört zur dortigen evangelischen Pfarrkirche. Diese ist mit der Filialkirche in Ukta (Alt Ukta) der Diözese Masuren der Evangelisch-Augsburgischen Kirche in Polen zugeordnet.

### Katholisch
Vor 1945 lebten nur sehr wenig Katholiken in der Region Selbongen. Das Dorf und seine Umgebung waren in die katholische Kirche St. Adalbert in Sensburg eingepfarrt, die zum Bistum Ermland gehörte. Heute steht die Pfarrkirche für Selbongen in der Stadt Mikołajki, die jetzt Dekanatssitz ist und dem Bistum Ełk in der polnischen katholischen Kirche zugehörig ist.

### Sonstige

#### Mormonentum
Im Verhältnis zu seiner Größe nimmt Selbongen einen großen Teil in der Geschichte der Kirche Jesu Christi der Heiligen der Letzten Tage („Mormonen“) in Europa ein: Hier wurde 1929 das erste Gemeindehaus dieser Kirche auf dem europäischen Festland errichtet.
Ein Einwohner von Selbongen war in den frühen 1920ern der Kirche beigetreten und hat später die Kirche seiner Familie und seinen Nachbarn vorgestellt. Viele traten ebenfalls der Kirche bei, und ein Zweig ansehnlicher Größe entstand. Zuweilen hatte der Zweig mehrere hundert Mitglieder, was mehr als die Hälfte der Bewohner von Selbongen ausmachte.
Auch nachdem der südliche Teil Ostpreußens mit Selbongen nach dem Zweiten Weltkrieg an Polen gegangen war, blieb der Zweig der Kirche dort aktiv; es war zu der Zeit die einzige Einheit der Kirche in Polen. Die Versammlungen wurden weiterhin auf Deutsch abgehalten, bis dies 1947 von der polnischen Regierung verboten wurde.
Die meisten Mitglieder, die nicht im Krieg gefallen oder geflüchtet oder kurz danach vertrieben worden waren, verließen den Ort in den darauffolgenden zweieinhalb Jahrzehnten aufgrund der schlechten wirtschaftlichen Lage. Der Zweig Zełwągi wurde schließlich 1971 aufgrund der gefallenen Mitgliederzahlen geschlossen; zurzeit gibt es keine Mitglieder dieser Kirche dort.

## Verkehr

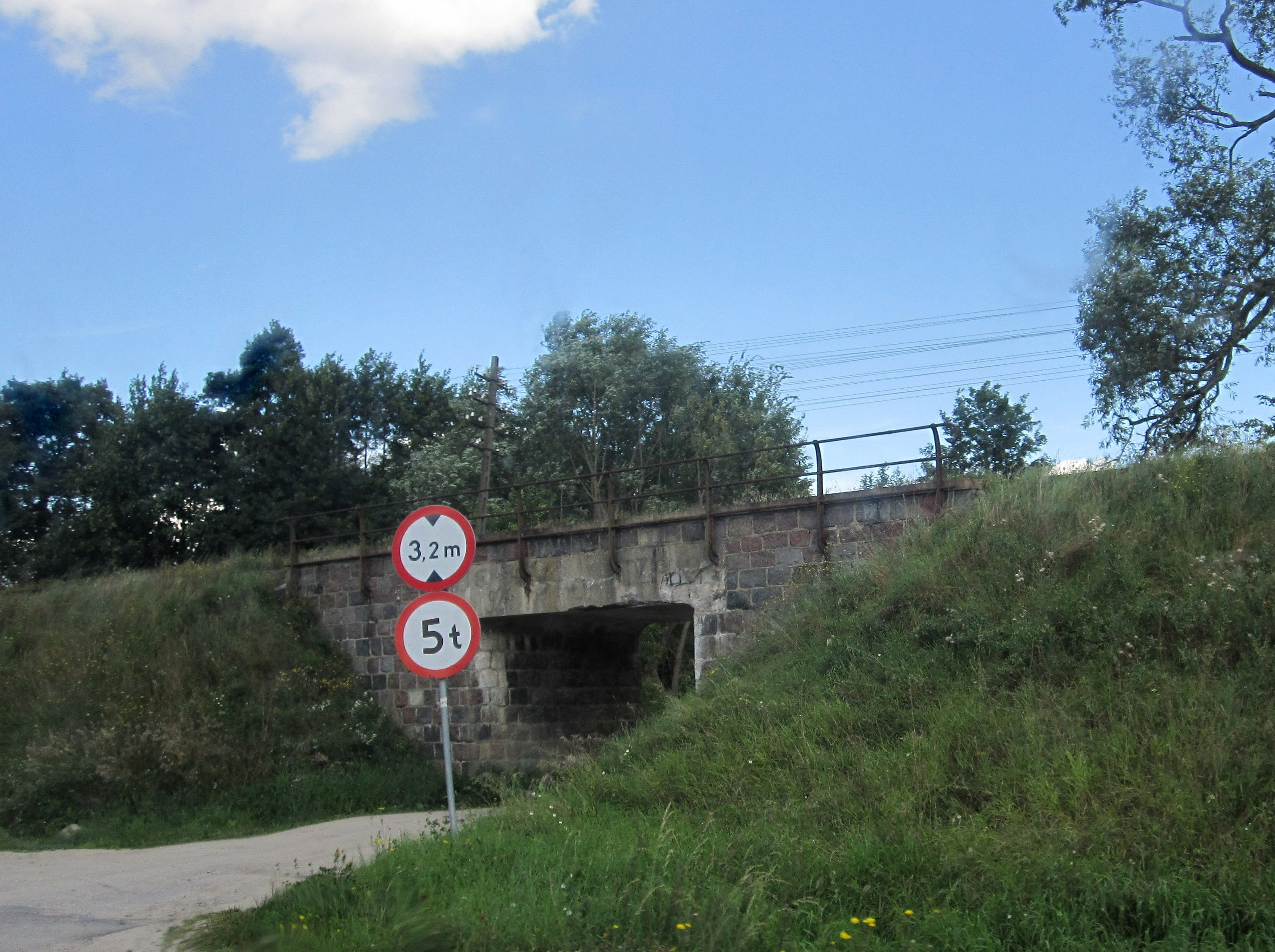
Brücke der nicht mehr befahrenen Bahnstrecke Czerwonka–Ełk in Zełwągi

### Straße
Durch Zełwągi verläuft die verkehrstechnisch bedeutende polnische Landesstraße 16 (einstige deutsche Reichsstraße 127), die die drei nördlichen Woiwodschaften miteinander verbindet und bis zur polnisch-litauischen Staatsgrenze führt. Außerdem besteht eine kleine Nebenstraße, die von Śmietki (Schnittken) aus südlich des Jezioro Inulec (Inulzensee, 1938 bis 1945 Schnittker See) nach Zełwągi verläuft.

### Schiene
Zełwągi verfügt nicht mehr über einen Anschluss an das Schienennetz. Bis zum Jahre 2009 war der Ort eine Bahnstation an der Bahnstrecke Czerwonka–Ełk (deutsch Rothfließ–Lyck), für die vor 1945 ein direkter Anschluss nach Königsberg (Preußen) bestand. Die Bahnstrecke wird von der Polnischen Staatsbahn nicht mehr befahren.